# Нокаут

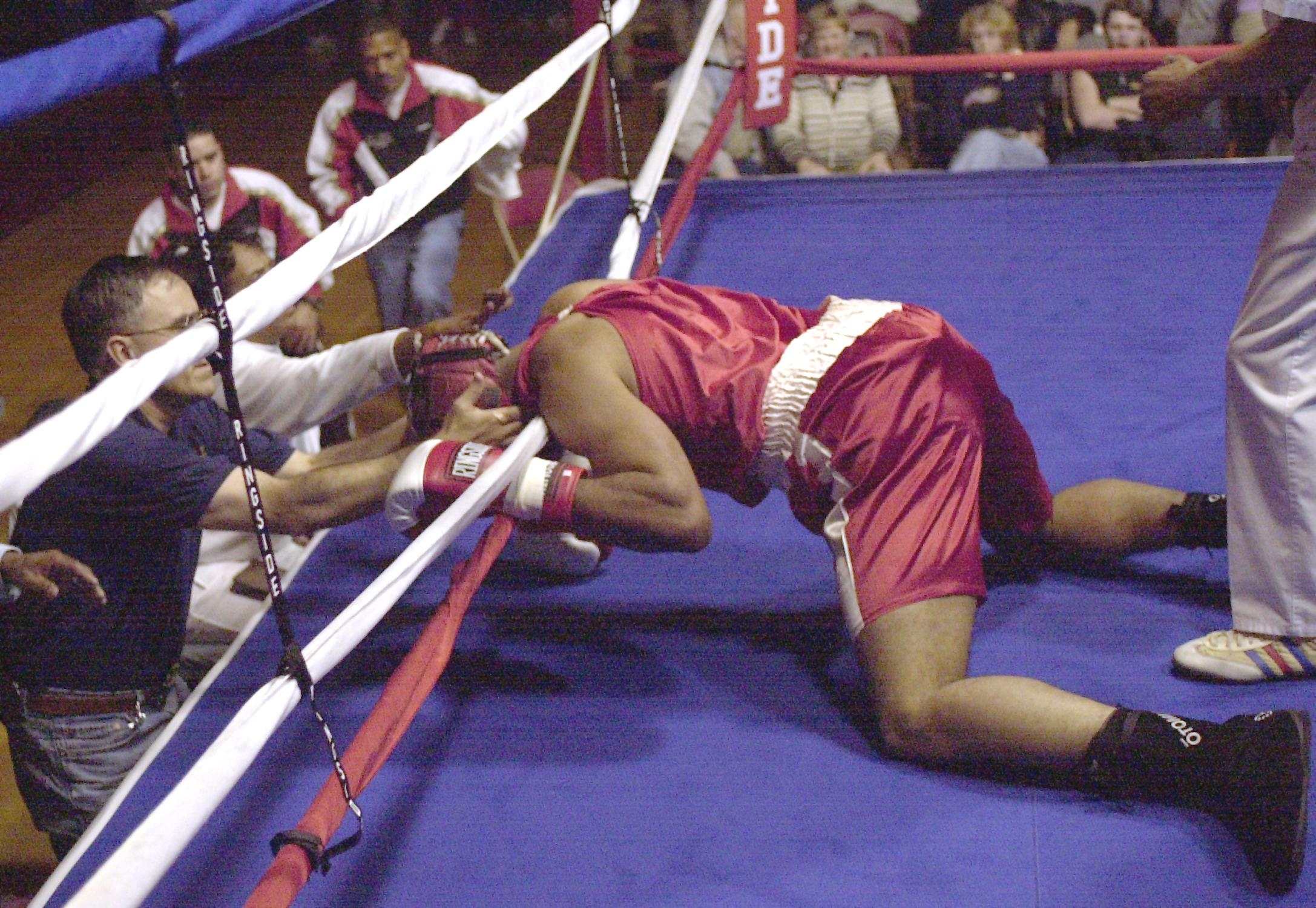
Аматорський бокс. Спортсмен перебуває в нокауті.

Нока́ут (англ. knockout або K.O.) — 1) стан бійця; 2) один із варіантів завершення бійцівського поєдинку в спорті. Нокаут характеризується повною втратою бійцем здатності продовжувати змагання внаслідок отримання удару. Нокаут може супроводжуватись знепритомненням, больовим шоком та іншими явищами, що залежать від дій, якими було досягнуто стан нокауту. Цей варіант завершення поєдинку є поширеним у контактних видах спорту, де бійці використовують ударну техніку: у боксі, кікбоксингу, карате, тхеквондо, змішаних бойових мистецтвах тощо. У змішаних бойових мистецтвах та в різних видах боротьби нокаутом іноді завершуються кидки і звалювання, особливо ті, що здійснюються з великою амплітудою.
Технічний нокаут (англ. technical knockout або T.K.O.) характеризується втратою бійцем здатності продовжувати змагання внаслідок травми, розсічення або інших причин. Технічний нокаут констатується суддею, рефері, лікарем, кутовим/секундантом або самим бійцем. В деяких видах спорту технічний нокаут призначається після отримання бійцем визначеної кількості нокдаунів.

## Види нокаутів
Існує декілька видів нокаутів:
| Вид нокауту                       | Вид фізичної шкоди |
| --------------------------------- | --- |
| Нокаут від удару в голову         | Струс мозку Ушкодження хрящів (ніс), кісток (верхньощелепна і нижньощелепна кістка, вилична кістка, носова кістка, зуби) та органів зору і слуху |
| Нокаут від удару в корпус (тулуб) | Ушкодження внутрішніх органів (печінка, селезінка, нирки) Ушкодження нервових структур (сонячне сплетення) Ушкодження кісток (ребра, груднина)   |
| Нокаут від удару в руку           | Ушкодження кісток (ключиця, плечова, ліктьова і променева кістка, кисть) та суглобів                                                             |
| Нокаут від удару в ногу           | Ушкодження кісток (велика і мала гомілкова кістка, ступня), внутрішньосуглобних зв'язок (хрестоподібні зв'язки, меніск) та суглобів              |

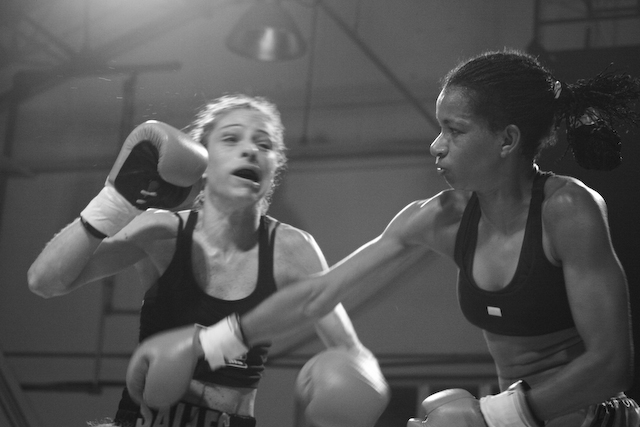
Професійний бокс. Момент нокауту.

Нокаутуючого удару може бути завдано ногою (носком, п'ятою, ребром чи підйомом стопи, гомілкою або коліном), рукою (долонею, кулаком, передпліччям, ліктем) і головою; також удар може бути отриманий внаслідок кидка об настил рингу. Способи завдання ударів регламентуються правилами кожного окремого єдиноборства.
З погляду механіки, нокаут від удару — це короткотривала взаємодія фізичних тіл, що має руйнівний характер, і в процесі якої відбувається перерозподіл кінетичної енергії.

## Приклади нокаутів

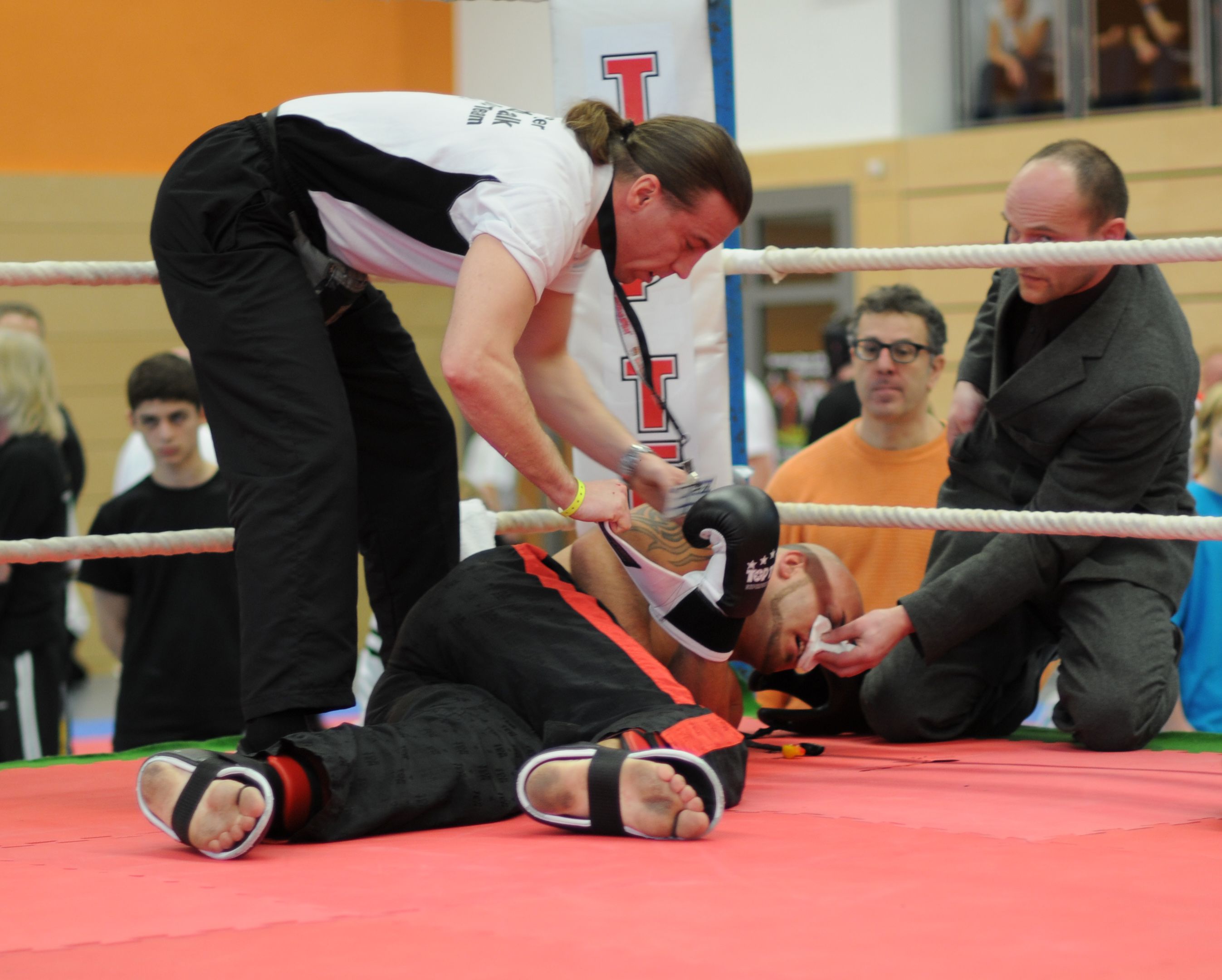
Аматорський кікбоксинг. Спортсмена, який перебуває в нокауті, приводять до тями.